# Morannes
Morannes era una comuna francesa situada en el departamento de Maine y Loira, de la región de Países del Loira, que el 1 de enero de 2017, pasó a ser una comuna delegada de la comuna nueva de Morannes-sur-Sarthe-Daumeray al fusionarse con las comunas de Chemiré-sur-Sarthe y Daumeray.

## Historia
De 1 de enero de 2016 a 31 de diciembre de 2016 la comuna de Morannes fue una comuna delegada de la comuna nueva de Morannes-sur-Sarthe al fusionarse con la comuna de Chemiré-sur-Sarthe.

## Demografía
| Gráfica de evolución demográfica de Morannes entre 1800 y 2014 |
|                                                                |

Los datos demográficos contemplados en este gráfico de la comuna de Morannes se han cogido de 1800 a 1999 de la página francesa EHESS/Cassini, y los demás datos de la página del INSEE.